# 上別府仁資
上別府 仁資（びふ ひとし、1964年11月20日 - ）は、日本の男性声優。埼玉県出身。リマックス所属。

## 略歴
以前はトリトリオフィスに所属していた。

## 人物
趣味としてオートバイとツーリングをそれぞれ挙げている。資格として大型自動二輪免許を持つ。

## 出演
太字はメインキャラクター。

### テレビアニメ
1996年
- こちら葛飾区亀有公園前派出所（1996年 - 2004年、野田社長、ケペル大佐〈2代目〉、緑川、井矢史泰三、デューク中川 他）

1997年
- グランダー武蔵RV（みちびきの声、スタッフ）
- さくらももこ劇場 コジコジ（1997年 - 1999年、カメ吉、不思議屋、町の人、憲法男、神様）

1998年
- 花さか天使テンテンくん（トラボルタ、教育委員会の先生）
- 発明BOYカニパン（ガラシー）
- ビーストウォーズII 超生命体トランスフォーマー（1998年 - 1999年、オートクラッシャー、テラマンダー）

1999年
- イソップワールド（オンドリ、ツルパパ、検事妖精、ワニの農夫）
- 宇宙海賊ミトの大冒険2人の女王様（海賊E）
- おジャ魔女どれみ（1999年 - 2002年、渡辺父、宅配員、麗子のパパ、解説者、植木職人 他） - 3シリーズ
- コレクター・ユイ（バーテン）
- 週刊ストーリーランド（1999年 - 2001年、仲間B、だんな、運転手、サラリーマンB、武士）
- 神八剣伝（リショク）
- 仙界伝 封神演義（楊森）
- HUNTER×HUNTER（第1作）（男A、サトツ、蚯蚓）
- ベターマン（男、乗務員）
- 未来少年コナンII タイガアドベンチャー（ディレクター、村長、男B、男C、村人B 他）

2000年
- アルジェントソーマ（高官C）
- 風まかせ月影蘭
- GEAR戦士電童（重機獣スピア、重機獣シザーズ、重機獣ディフェンダー、ガルファ素体）
- ドキドキ♡伝説 魔法陣グルグル（ラカン、料理大臣〈火の王〉）
- ハムスター倶楽部（店長）
- ビックリマン2000（黒子ダイル団D）
- メダロット魂（研究員A）

2001年
- 激闘!クラッシュギアTURBO（飛田タカヤ、レナード・ファイアステイン）
- デジモンテイマーズ（デビドラモン）
- テニスの王子様（海堂飛沫〈海堂薫の父〉）
- Dr.リンにきいてみて!（おじいさん）
- RAVE（ハジャ、ラカス）

2002年
- Witch Hunter ROBIN（サストレ、研究者）
- SAMURAI DEEPER KYO（闇の源左）
- 神世紀伝マーズ（科学者C、艦長）
- デジモンフロンティア（トレイルモン〈アングラー〉）
- ハングリーハート WILD STRIKER（森高良造）
- 満月をさがして（轟プロデューサー）
- ホイッスル!（桐原総一郎）

2003年
- 明日のナージャ（海賊、守衛 他）
- GUNSLINGER GIRL -IL TEATRINO-（マリノフ）
- 金色のガッシュベル!!（数学教師、キクロプ、フリガロ、ポール、00Fの悪人）
- SUBMARINE SUPER 99（国防長官、航海長、Z型艦司令官）
- 爆転シュート ベイブレードGレボリューション（バルテズ）
- ボンバーマンジェッターズ（キンゴ）

2004年
- 機動戦士ガンダムSEED DESTINY（ロゴス、艦長、男性）
- ジパング（海軍幹部）
- スクールランブル（2004年 - 2006年、加藤先生） - 2シリーズ
- それいけ!ズッコケ三人組（店主B）
- 月は東に日は西に 〜Operation Sanctuary〜（渋垣源三）
- 魔法少女隊アルス（魔族警察官A）
- ファンタジックチルドレン（2004年 - 2005年、研究員(3)、船乗り、ゴトー）
- ふたりはプリキュア（2004年 - 2006年、ザケンナー、サーキュラス） - 2シリーズ
- 陸奥圓明流外伝 修羅の刻（樋口定勝）
- 遊☆戯☆王デュエルモンスターズ（神官アクナディン）
- 勇午 〜交渉人〜（隊員 他）

2005年
- おでんくん（からし先生、タイガー、トシ）
- ガンパレード・オーケストラ（本部長、参謀、司令官、ラジオ解説）
- 甲虫王者ムシキング 森の民の伝説（グルム）
- 地獄少女（2005年 - 2006年、ディレクター、つぐみの祖父）
- SHUFFLE!（2005年 - 2007年、中林兄） - 2シリーズ

2006年
- エア・ギア（御仏一茶〈ブッチャ〉）
- エンジェル・ハート（警官、学者B）
- 機神咆吼デモンベイン（覇道鋼造）
- 牙 -KIBA-（父親、村人）
- 蒼天の拳（洪、崔、怖い顔の親分等）
- デジモンセイバーズ（サーベルレオモン）
- 西の善き魔女 Astraea Testament（ベントマン）
- 妖逆門（ムガ、轟炎）
- 働きマン（サラリーマン）
- BLACK LAGOON（兵曹、タイ人）
- プリンセス・プリンセス（叔父）
- ポンポンポロロ（ポビー）
- 妖怪人間ベム（部長）
- LEMON ANGEL PROJECT（みるの父親、編集長）

2007年
- Yes!プリキュア5（舞台監督）
- ウエルベールの物語 〜Sisters of Wellber〜（2007年 - 2008年、ハイデル・シオール） - 2シリーズ
- おねがいマイメロディ すっきり♪（ブン柊邸）
- 風のスティグマ（ファング）
- 金田一少年の事件簿SP（辻由利亜の父）
- 人造昆虫カブトボーグ V×V（松代権左衛門）
- Saint October（エディ塚原）
- 大根刑事（メロン刑事）
- 猫ラーメン（親父）
- 遊☆戯☆王デュエルモンスターズGX（コステロ）

2008年
- キャシャーン Sins（従者）
- ゴルゴ13（ウォーレン・コール）
- 屍姫 赫（刑事）
- 図書館戦争（笠原克宏）
- 秘密 〜The Revelation〜（刑事B〈中堅〉）
- ポルフィの長い旅（ジャンニ）
- Mission-E（漆丙五郎、幹部）
- Mnemosyne-ムネモシュネの娘たち-（神山克行）

2009年
- 11eyes（ヴェラード）
- うみねこのなく頃に（郷田俊朗）
- 獣の奏者 エリン（オファロン王）

2010年
- 学園黙示録 HIGHSCHOOL OF THE DEAD（紫藤一郎）
- 夢色パティシエール（美夜パパ）

2011年
- クッキンアイドル アイ!マイ!まいん!（げんきち）
- Rio RainbowGate!（謎の紳士）

2012年
- 夏目友人帳 肆（七瀬の父）
- パブー&モジーズ（モジツリー）

2013年
- 宇宙兄弟（ウォルター・ゲイツ）

2014年
- DRAMAtical Murder（トリ）

2016年
- スカーレッドライダーゼクス（石寺ハヤト）
- デジモンユニバース アプリモンスターズ（巻き込まれおじさん、悪代官、クックモン、強欲なアプモン）
- Rewrite（洲崎周一郎）

2017年
- 風夏（運転手）
- 魔法陣グルグル（魔王歌唱）

2018年
- オーバーロードII（八本指リーダー）
- 3月のライオン（医者）
- アイドリッシュセブン（2018年 - 2023年、環の父） - 2シリーズ
- 食戟のソーマ シリーズ（2018年 - 2019年、男性A、車掌、老紳士） - 2シリーズ
- 鹿楓堂よついろ日和（お客さん）
- ピアノの森（2018年 - 2019年、ユゼフ） - 2シリーズ
- 千銃士（オニール）
- キラッとプリ☆チャン（浦極万次郎）
- レイトン ミステリー探偵社 〜カトリーのナゾトキファイル〜（2018年 - 2019年、取引先、ダンテス・カイガスキー）
- 軒轅剣 蒼き曜（機関征西上将軍）

2019年
- 魔法少女特殊戦あすか（堀部正雄）
- KING OF PRISM -Shiny Seven Stars-（ミヨの父）
- 盾の勇者の成り上がり（ハーベンブルグ伯爵）
- 彼方のアストラ（ケアード高校の先生B）
- ダンベル何キロ持てる?（TVの声）
- Dr.STONE（先生）
- Fairy gone フェアリーゴーン（ダーヴェン商会所長）
- 慎重勇者〜この勇者が俺TUEEEくせに慎重すぎる〜（道具屋 / キルカプル）
- 超人高校生たちは異世界でも余裕で生き抜くようです!（アークライド）
- 歌舞伎町シャーロック（2019年 - 2020年、トニー茂）
- ノー・ガンズ・ライフ（2019年 - 2020年、ストレンジ） - 2シリーズ
- 放課後さいころ倶楽部

2020年
- pet（小児科医）
- 爆丸バトルプラネット（グロム）
- モンスター娘のお医者さん（里長）
- アクダマドライブ（カンサイ会議最高幹部）

2021年
- 怪物事変（署長）
- EX-ARM エクスアーム（少佐）
- 転生したらスライムだった件（レグルド）
- スライム倒して300年、知らないうちにレベルMAXになってました（学者）
- かげきしょうじょ!!（大泉教頭、熊さん）
- 平穏世代の韋駄天達（仲間韋駄天、ガチムチ4兄弟）
- 境界戦機（岩田トクジ）

2022年
- かぐや様は告らせたい-ウルトラロマンティック-（執事）
- ダンス・ダンス・ダンスール（数学教師）
- ワッチャプリマジ!（元老院）
- シャドウバースF（スバル父）
- 転生賢者の異世界ライフ 〜第二の職業を得て、世界最強になりました〜（シュタイル）
- 連盟空軍航空魔法音楽隊ルミナスウィッチーズ（村長）
- RWBY 氷雪帝国（盾）

2023年
- 永久少年 Eternal Boys（満田福太郎）
- アルスの巨獣（隊長）
- スパイ教室
- あやかしトライアングル（執事）
- 人間不信の冒険者たちが世界を救うようです（ニックの父）
- 幻日のヨハネ -SUNSHINE in the MIRROR-
- お嬢と番犬くん（担任3）
- ビックリメン（ボスB）
- ゴブリンスレイヤーII（貴族）

2024年
- 結婚指輪物語（神官）
- ぽんのみち（雀士）
- 明治撃剣-1874-（パークス英国公使）
- 俺は全てを【パリイ】する 〜逆勘違いの世界最強は冒険者になりたい〜（デリダス三世）
- 魔導具師ダリヤはうつむかない
- グレンダイザーU（総理）
- チ。-地球の運動について-（2024年 - 2025年、老人）

2025年
- 青のミブロ（商人、門人、京八直安、参列者）
- アラフォー男の異世界通販（ツンベルギア子爵、貴族C）
- 片田舎のおっさん、剣聖になる（町道場師範）
- ウマ娘 シンデレラグレイ（校長、中年）
- 一瞬で治療していたのに役立たずと追放された天才治癒師、闇ヒーラーとして楽しく生きる（フェンネル卿）
- キミと僕の最後の戦場、あるいは世界が始まる聖戦 Season II（帝国兵隊長、隊長）
- アン・シャーリー（ディクソン）
- 転生したら第七王子だったので、気ままに魔術を極めます（神父ハーバル）
- 強くてニューサーガ（フェスバ）

### 劇場アニメ
- MARCO 母をたずねて三千里（1999年、ロッキー）
- 劇場版 テニスの王子様 二人のサムライ The First Game（2005年、権藤）
- ジョジョの奇妙な冒険 ファントムブラッド（2007年、警官、船員）
- ゼーガペインADP（2016年、ニソス）
- 劇場版シティーハンター 〈新宿プライベート・アイズ〉（2019年、代理店の男）

### OVA
- 天地無用! 魎皇鬼（第三期）（2002年、隊長）
- アニメ古典文学館（2003年、文覚、大伴旅人、小野老）
- 機動戦士ガンダムSEED C.E.73 STARGAZER（2006年、DSSD研究所所長）
- 合体ロボット アトランジャー（2011年、博士）

### Webアニメ
- 幕末機関説 いろはにほへと（2006年、ナイト）
- 攻殻機動隊 SAC_2045（2020年、田所浩一）
- 爆丸アーマードアライアンス（2020年、グロム）
- 鎮西八郎為朝（2021年、村長）
- サイバーパンク エッジランナーズ（2022年、医師）

### ゲーム
1998年
- 天使同盟（シルバー教官、ベインツ）

2000年
- さくらももこ劇場 コジコジ（カメ吉）
- サモンナイト（ペルゴ）
- パンチマニア 北斗の拳（カーネル）
- 北斗の拳 激打2 〜タイピング覇王〜（シュウ 他）

2001年
- birdie 〜ぼくらの恋愛心理学〜（的場久志）
- HUNTER×HUNTER 龍脈の祭壇（サトツ）

2002年
- 重装皇女メタルプリンセス（ジジィ）
- ファーランドシンフォニー（モォ）
- RAVE 〜未完の秘石〜（ハジャ、ラカス）

2003年
- サモンナイト3（ウィゼル）
- 十二国記 -紅蓮の標 黄塵の路-（温精）
- ショコラ 〜maid cafe "curio"〜（結城誠介）
- 月は東に日は西に 〜Operation Sanctuary〜（渋垣源三）

2004年
- エトワールの方程式（大杉煉太郎、謎の占い師）
- 機神咆吼デモンベイン（覇道鋼造）
- 十二国記 -赫々たる王道 紅緑の羽化-（温精）

2005年
- 押忍!闘え!応援団（斉藤）
- SIMPLE2000シリーズTHE 鑑識官（所長）
- プリンセスメーカー4

2006年
- 機神飛翔デモンベイン（覇道鋼造）
- 機動戦士ガンダム スピリッツオブジオン（ビッグ・トレー艦長）
- グローランサーVジェネレーションズ（ウォルゲイナー）
- コロコロイチバン!第7号付録「コロコロイチバン!特製ゲーム&冒険バトルDVD」（王・カミック）
- デジモンセイバーズ アナザーミッション（ベルフェモン、リヴァイアモン）
- 夜明け前より瑠璃色な 〜Brighter than dawning blue〜

2007年
- エルヴァンディアストーリー（マグダフ）
- グリムグリモア（ガンメル・ドラスク）
- 燃えろ!熱血リズム魂 押忍!闘え!応援団2（斉藤篤）

2008年
- 11eyes -罪と罰と贖いの少女-（ヴェラード）
- スーパーロボット大戦Z（チラム艦長）
- Memories Off 6 〜T-wave〜（塚本雄吾）

2009年
- Memories Off 6 Next Relation（塚本雄吾）

2010年
- VANQUISH（フランシス・カンディード）
- うみねこのなく頃に（2010年 - 2011年、郷田俊朗） - 2作品
- スカーレッドライダーゼクス（2010年 - 2016年、石寺長官） - 4作品
- ぱすてるチャイムContinue（真田完柳斎）

2011年
- 穢翼のユースティア（オズ）
- 鬼哭街（李天遠）
- 次の犠牲者をオシラセシマス（西野吉勇）

2012年
- PhaseD（久世玄果） - 2作品
- PROJECT X ZONE（魔王アスタロト、首狩人、首＊人、首無し皇帝、シーザス、タイラントT-002、スーパータイラント）

2013年
- Jewelic Nightmare（オーナー）
- スーパーロボット大戦Operation Extend
- 青春はじめました!（西郷権太）

2014年
- The Elder Scrolls Online（エグザーチ・クラグレン 他）

2015年
- 新次元ゲイム ネプテューヌVII（アフィモウジャス将軍）

2016年
- シルヴァリオ ヴェンデッタ -Verse of Orpheus-（ジン・ヘイゼル）

2017年
- クイズRPG 魔法使いと黒猫のウィズ（ゲルトルーデ・リプヒム）
- ブレイジング・オデッセイ（ザイン）

2018年
- 天涯ニ舞ウ、粋ナ花
- ピオフィオーレの晩鐘（ヨゼフ・フォン・ロズベルグ）
- 竜星のヴァルニール（ペルゼン）
- グランブルーファンタジー（ザケンナー）

2020年
- ピオフィオーレの晩鐘 -Episodio1926-（ヨゼフ・フォン・ロズベルグ）

2021年
- うみねこのなく頃に咲 〜猫箱と夢想の交響曲〜（郷田俊郎）
- 閃乱忍忍忍者大戦ネプテューヌ -少女達の響艶-（アフィモウジャス）

2022年
- ハーヴェステラ（キルケゴール）

2024年
- ゴブリンスレイヤー -ANOTHER ADVENTURER- NIGHTMARE FEAST
- カイジ外伝：激熱の街（黒崎義裕、安藤守）

2025年
- ファイアーエムブレム ヒーローズ（アトス）
- 牧場物語 Let's!風のグランドバザール（アイザック）

### ドラマCD
- 穢翼のユースティア（オズ）
- うみねこのなく頃に ナビゲーションドラマCD（郷田俊朗）
- 陽炎ノスタルジア 〜新章〜（虎牙海王）
- 絢爛舞踏祭 オリジナルドラマ2（ヘイハチロー・ノギ）
- サウンド・ストーリー グランディーク 完全版（元親友）
- 仙界伝 封神演義 外伝 第参章（楊森）
- ふしぎ遊戯 玄武開伝（タウル）
- 無限のフロンティア スーパーロボット大戦OGサーガスペシャルドラマCD（艦長）

### BLCD
- あばずれ（要の父）
- 悪 〜WARU〜（三階堂代議士）
- 色男はお金がお好き（泰正の父親）
- 公使閣下の秘密外交（ブラン）
- 高羽秋仁の麻見隆一報告書（仕立て屋）
- 天使祝詞（富田会長）
- DRAMAtical Murder DramaCD Vol.3（ルラカン）
- birdie〜ぼくらの恋愛心理学〜（的場久志）
- Lamento-BEYOND THE VOID-DRAMACD（長老）
- 理想的ボーイフレンド（医者）※別冊マーガレット2017年6月号付録
- ルチル隔月刊化二周年記念 録り下ろしオリジナルドラマCD（秋川）
- ロッセリーニ家の息子 捕獲者（橋口）
- 若!!（山口〈鈴音の父〉）

### 吹き替え

#### 映画
2000年
- ザ・ハッカー

2001年
- 私を野球につれてって（デニス・ライアン〈フランク・シナトラ〉）※DVD版

2003年
- 奪還 DAKKAN -アルカトラズ-

2004年
- ヴェロニカ・ゲリン（ホランド）
- 真珠の耳飾りの少女（グリートの父親）
- 肉弾鬼中隊（ジョージ・ブラウン〈レジナルド・デニー〉）※DVD版

2005年
- ウインドトーカーズ（キトリング〈キース・キャンベル〉）※テレビ朝日版
- セルラー（マッドドッグ）

2006年
- アルマゲドン2007（ガース〈ジョン・ラルストン〉）
- ストライキング・レンジ（キルマー〈ジェフ・スピークマン〉）

2007年
- ブレイブ ワン

2008年
- アメリカを売った男
- UNDERCOVER アンダーカバー
- ターミネーター2（ダイソン〈ジョー・モートン〉）※DVD版

2011年
- メカニック（ディーン・サンダーソン〈トニー・ゴールドウィン〉）

2016年
- ダーク・プレイス（ジム・ジェフリーズ〈グレン・モーシャワー〉）

2017年
- 赤い薔薇ソースの伝説（イグナチオ）※Netflix配信版
- 朝鮮魔術師（アン・ドンフィ〈イ・ギョンヨン〉）
- ディス・イズ・ジ・エンド 俺たちハリウッドスターの最凶最期の日
- ドラゴン・クロニクル 妖魔塔の伝説（ヤン教授〈ワン・チンシャン〉）

2018年
- セブン・シスターズ（テレンス・セットマン〈ウィレム・デフォー〉）
- 名もなき野良犬の輪舞（コ・ビョンチョル〈イ・ギョンヨン〉）

2019年
- ゴールデンスランバー（ミン〈キム・ウィソン〉）
- スパイダーマン:ファー・フロム・ホーム（ウィリアム〈ピーター・ビリングスリー〉）
- アイアン・スカイ 第三帝国の逆襲（ドナルド〈トム・グリーン〉）

2020年
- ロンドン・バーニング（クリフォード・カレン〈ティモシー・スポール〉）
- 男と女 人生最良の日々（アントワーヌ〈アントワーヌ・シレ〉）
- ナイブズ・アウト/名探偵と刃の館の秘密（アラン・スティーヴンス〈フランク・オズ〉）
- ジェイド・ダイナスティ 破壊王、降臨。（道玄〈デヴィッド・チャン〉）
- セガvs.任天堂/Console Wars（トム・カリンスキー）

2021年
- レスキュー（パン主任〈チャン・グオチャン〉）

2022年
- キングメーカー 大統領を作った男（カン・インサン〈パク・イナン〉）

2023年
- 刺客（鬼愁判官〈ワン・チンシャン〉）

- ハンサン -龍の出現-（オ・ヨンダム〈アン・ソンギ〉）

#### ドラマ
2001年
- エディ・マーフィーのPJ's（クーリオ）

2005年
- チェオクの剣 #8
- ポセイドン 史上最悪の大転覆（ロナルド・エイカー〈アンドリュー・ブレント〉）
- マルコム in the Middle（ブーン）

2006年
- ザ・ユニット 米軍極秘部隊
- プリズン・ブレイク #9
- マーニーと魔法の書（校長）
- ミッシング -サイキック捜査官-（ハンフリー）
- レスキュー・ミー NYの英雄たち（ミッキー・“ミック”・ギャヴィン〈ロバート・ジョン・バーク〉、ビリー・ウォーレン）

2011年
- ライ・トゥ・ミー 嘘は真実を語る

2012年
- イ・サン

2013年
- ALPHAS/アルファズ（ゴースト）
- 私はラブ・リーガル（フランクリン・ターナー）

2014年
- エレメンタリー ホームズ&ワトソン in NY
- 孔子（季孫意如）

2015年
- アウトランダー
- エレメンタリー2 ホームズ&ワトソン in NY

2016年
- 埋もれる殺意 〜39年目の真実〜（フィリップ・“フランク”・クロス〈トレヴァー・イヴ〉）

2017年
- 師任堂、色の日記（中宗 / ミン・ジョンハク〈チェ・ジョンファン〉）

2018年
- ボーイフレンド（チャ・ジョンヒョン国会議員〈文盛瑾〉）
- マイ・ヒーリング・ラブ〜あした輝く私へ〜（チェ・ジェハク）

2019年
- CITY ON A HILL/罪におぼれた街（ハンク〈ジェリー・シェイ〉）

2021年
- ヴィンチェンツォ
- 上陽賦〜運命の王妃〜（馬曜）

#### アニメ
- ウッディー・ウッドペッカー（2001年、白クマ、モグラ、スパイ）
- ピンパ（2001年、太陽、車）
- ザ・バットマン（2005年）
- 冬のレオン（2008年、オーガ）
- 春のメリー（2010年、バルタザールヴィル王）
- 天才犬ピーボ博士のタイムトラベル（2015年）
- アングリーバード2（2020年、グレン[48]）
- 転生宗主の覇道譚 〜すべてを呑み込むサカナと這い上がる〜（2025年、白植〈パイ・ジー〉[7]、狼[8]、呂郡守[20]）

### 舞台
- ことだま屋本舗☆リーディング部（2011年）
- 想稿・銀河鉄道の夜

### その他コンテンツ
- トミカプラレールビデオ（タキザワ）
- タイピング覇王 北斗の拳 激打2（シュウ他）
- CRさくらももこ劇場コジコジ2（カメ吉）

### シリーズ一覧
1. ↑  第1期（1999年）、第2期『おジャ魔女どれみ♯』（2000年）、第4期『おジャ魔女どれみドッカ〜ン！』（2002年）
2. ↑  第1期（2004年 - 2005年）、第2期『二学期』（2006年）
3. ↑  第1期（2004年 - 2005年）、第2期『Max Heart』（2005年 - 2006年）
4. ↑  第1期（2005年）、第2期『MEMORIES』（2007年）
5. ↑  第一幕（2007年）、第二幕（2008年）
6. ↑  第1期（2018年）、第3期『Third BEAT!』第2クール（2023年）
7. ↑  第3期後半『餐ノ皿 遠月列車篇』（2018年）、第4期『神ノ皿』（2019年）
8. ↑  第1シリーズ（2018年）、第2シリーズ（2019年）
9. ↑  第1期（2019年）、第2期（2020年）